# Sudamericano Juvenil B de Rugby 2009
El Sudamericano Juvenil B de Rugby del 2009 fue el segundo torneo Juvenil B de la Confederación Sudamericana de Rugby (CONSUR); se disputó en Lima (Perú), en el Campus Pando de la Pontificia Universidad Católica del Perú (PUCP).
Integrado por 3 selecciones de menores de 18 años (M18) del nivel B afiliadas a la CONSUR. Constó de una ronda triangular a un partido donde el equipo con más puntos fue el campeón, en este caso Colombia que obtuvo su primer título oficial de rugby en la historia.

## Equipos participantes
- Selección juvenil de rugby de Colombia (Tucanes M18)
- Selección juvenil de rugby de Perú (Tumis M18)
- Selección juvenil de rugby de Venezuela (Orquídeas M18)

## Posiciones
| Pos. | Equipo    | Encuentros | Encuentros | Encuentros | Encuentros | Tantos  | Tantos    | Tantos     | Puntos |
| Pos. | Equipo    | jugados    | ganados    | empatados  | perdidos   | a favor | en contra | diferencia | Puntos |
| ---- | --------- | ---------- | ---------- | ---------- | ---------- | ------- | --------- | ---------- | ------ |
| 1    | Colombia  | 2          | 2          | 0          | 0          | 42      | 7         | + 35       | 6      |
| 2    | Perú      | 2          | 1          | 0          | 1          | 22      | 23        | - 1        | 3      |
| 3    | Venezuela | 2          | 0          | 0          | 2          | 13      | 47        | - 34       | 0      |

Nota: Se otorgan 3 puntos al equipo que gane un partido, 1 al que empate y 0 al que pierda

## Resultados[2]

### Primera Fecha
| 4 de octubre 15:00 | Venezuela | 13 - 15 | Perú | Campus Pando de la PUCP, Lima, Perú |                                    |
|                    |           | Reporte |      | Árbitro(s): Felipe Balbontín Chile  | Árbitro(s): Felipe Balbontín Chile |

### Segunda Fecha
| 7 de octubre 15:00 | Colombia | 32 - 0  | Venezuela | Campus Pando de la PUCP, Lima, Perú |                                    |
|                    |          | Reporte |           | Árbitro(s): Felipe Balbontín Chile  | Árbitro(s): Felipe Balbontín Chile |

### Tercera Fecha
| 10 de octubre 15:10 | Perú | 7 - 10  | Colombia | Campus Pando de la PUCP, Lima, Perú                                       |                                                                           |
|                     |      | Reporte |          | Árbitro(s): Felipe Balbontín Chile, G. Volpi (Perú) y Erik Taboada (Perú) | Árbitro(s): Felipe Balbontín Chile, G. Volpi (Perú) y Erik Taboada (Perú) |

| Bandera de Colombia |
| Campeón Colombia    |
| Primer título       |